# Férfi 400 méteres gyorsúszás a 2004. évi nyári olimpiai játékokon
A férfi 400 méteres gyorsúszást a 2004. évi nyári olimpiai játékokon az ausztrál Ian Thorpe nyerte honfitársa Grant Hackett és az amerikai Klete Keller előtt. 

## Rekordok
| Világcsúcs     | Ian Thorpe (AUS) | 3:40.08 | Manchester, Anglia | 2002. július 30.     |
| Olimpiai csúcs | Ian Thorpe (AUS) | 3:40.59 | Sydney, Ausztrália | 2000. szeptember 16. |

## Előfutamok

### 1. előfutam
1. Juan Carlos Miguel Mendoza, Fülöp-szigetek 4:01.99
2. Te Tung Csen, Taipei 4:03.71
3. Emanuele Nicolini, San Marino 4:08.28
4. Anas Sameer N H Abuyousuf, Katar 4:11.99
5. Vasily Danilov, Kirgizisztán 4:15.32
6. Sergey Tsoy, Üzbegisztán 4:16.91
7. Neil Agius, Málta 4:22.14

### 2. előfutam
1. Giancarlo Zolezzi, Chile 3:56.52
2. Moss Burmester, Új-Zéland 3:57.29
3. Petar Sztojcsev, Bulgária 3:59.86
4. Charnvudth Saengsri, Thaiföld 3:59.89
5. Victor Rogut, Moldova 4:01.68
6. Nenad Buljan, Horvátország 4:02.76
7. Martin Kutscher, Uruguay 4:03.21
8. Aytekin Mindan, Törökország 4:06.85

### 3. előfutam
1. Lin Zsang, Kína 3:56.65
2. Juan Martin Pereyra, Argentína 3:57.26
3. Leonardo Salinas Saldana, Mexikó 3:58.36
4. Mahrez Mebarek, Algéria 3:59.10
5. Bojan Zdesar, Szlovénia 3:59.38
6. Bruno Bonfim, Brazília 3:59.96
7. Kiss Boldizsár, Magyarország 4:02.87
8. Tae Hwan Park, Dél-Korea Kizárva

### 4. előfutam
1. Massimiliano Rosolino, Olaszország 3:47.72 -Q
2. Klete Keller, USA 3:47.77 -Q
3. Nicolas Rostoucher, Franciaország 3:50.73
4. Andrew Hurd, Kanada 3:50.81
5. Heiko Hell, Németország 3:52.06
6. Serhii Phyesenko, Ukrajna 3:53.41
7. Ricardo Monasterio, Venezuela 3:54.41
8. Dimitrios Manganas, Görögország 3:54.78

### 5. előfutam
1. Grant Hackett, Ausztrália 3:46.36 -Q
2. Jurij Priljukov, Oroszország 3:48.71 -Q
3. Macuda Takesi, Japán 3:49.05 -Q
4. Łukasz Drzewiński, Lengyelország 3:50.97
5. Jacob Carstensen, Dánia 3:51.09
6. Dragoș Coman, Románia 3:51.73
7. Adam Faulkner, Nagy-Britannia 3:51.97
8. Mark Johnston, Kanada 3:54.27

### 6. előfutam
1. Ian Thorpe, Ausztrália 3:46.55 -Q
2. Larsen Jensen, USA 3:46.90 -Q
3. Spyridon Gianniotis, Görögország 3:48.77 -Q
4. Przemysław Stańczyk, Lengyelország 3:49.22
5. Christian Hein, Németország 3:49.66
6. Emiliano Brembilla, Olaszország 3:50.55
7. Marcos Rivera, Spanyolország 3:52.39
8. Graeme Smith, Nagy-Britannia 3:52.41

## Döntő
| # | Név                   | Ország           | Eredmény | Megjegyzés      |
| - | --------------------- | ---------------- | -------- | --------------- |
| 1 | Ian Thorpe            | Ausztrália       | 3:43.10  |                 |
| 2 | Grant Hackett         | Ausztrália       | 3:43.36  |                 |
| 3 | Klete Keller          | Egyesült Államok | 3:44.11  | Amerikai rekord |
| 4 | Larsen Jensen         | Egyesült Államok | 3:46.08  |                 |
| 5 | Massimiliano Rosolino | Olaszország      | 3:46.25  |                 |
| 6 | Jurij Priljukov       | Oroszország      | 3:46.69  |                 |
| 7 | Spyridon Gianniotis   | Görögország      | 3:48.77  |                 |
| 8 | Macuda Takesi         | Japán            | 3:48.96  | Ázsia-rekord    |